# アルガトロバン
アルガトロバン（Argatroban）は小分子の直接トロンビン阻害薬に属する抗凝固薬である。商品名ノバスタン、スロンノン。

## 効能・効果
日本での効能・効果は下記の5つである。
- 発症後48時間以内の脳血栓症急性期（ラクナを除く）の神経症候（運動麻痺）、日常生活動作（歩行、起立、坐位保持、食事）の改善
- 慢性動脈閉塞症（バージャー病・閉塞性動脈硬化症）における四肢潰瘍、安静時疼痛ならびに冷感の改善
- 先天性アンチトロンビンIII欠乏症、アンチトロンビンIII低下症[注 1]、ヘパリン起因性血小板減少症（HIT）II型の患者における血液体外循環時の灌流血液の凝固防止（血液透析）
- ヘパリン起因性血小板減少症（HIT）II型（またはその発症リスクのある場合）に対する経皮的冠インターベンション施行時の血液の凝固防止
- ヘパリン起因性血小板減少症（HIT）II型における血栓症の発症抑制

アルガトロバンは静脈注射で用いられ、血中濃度は1〜3時間で平衡に達する。主に肝臓から排泄され、その半減期は約50分である。PTTでのモニタリングを実施する。肝臓で代謝されるため、腎障害のある患者にも使用できる。これは、腎排泄型の直接トロンビン阻害薬レピルジンとは対照的である。

## 禁忌
アルガトロバンは下記の患者には禁忌とされている。
- 出血している患者（頭蓋内出血、出血性脳梗塞、血小板減少性紫斑病、血管障害による出血傾向、凝固障害（血友病等）、月経期間中、手術時、消化管出血、尿路出血、喀血、流早産・分娩直後等性器出血を伴う妊産婦等）
- 脳塞栓または脳塞栓のおそれがある患者（ヘパリン起因性血小板減少症（HIT）II型の患者を除く）
- 重篤な意識障害を伴う大梗塞[注 2]の患者
- 製剤成分に対し過敏症の既往歴のある患者

## 副作用
添付文書に記載されている重大な副作用は、出血性脳梗塞（1.2%）、脳出血(0.1%)、消化管出血(0.2%)、ショック・アナフィラキシーショック（頻度不明）、劇症肝炎（頻度不明）、肝機能障害（0.02%）、黄疸（0.03%）である。
添付文書に言及されている臨床試験（海外治験を含む）での副作用発現率は通算で18.4%である。

## ヘパリン起因性血小板減少症患者でのワルファリンへの切り替え
アルガトロバンは血栓症ならびにヘパリン起因性血小板減少症の患者の抗凝血薬として使用される。このような患者は長期間の抗凝固薬投与を必要とする。長期投与薬としてワルファリンを選択した場合、アルガトロバンがプロトロンビン時間とINRを偽延長するため、特別の注意を要する。アルガトロバンとワルファリンの併用はINRを5.0以上増加させるが出血リスクの増大はない。この問題の解決法の一つは、第X因子の吸光光度定量法の採用である。アルガトロバン投与中止後、通常、40〜45%未満である時INRが2〜3であり治療を要することを意味する。

## 開発の経緯
アルガトロバンは1978年に初めて合成された。1990年1月に「慢性動脈閉塞症（バージャー病・閉塞性動脈硬化症）」について承認された後、1996年4月「脳血栓症急性期」および「アンチトロンビンIII（AT III）低下状態における血液体外循環（血液透析）」について、2008年7月に「HIT II型における血栓症の発症抑制」について、2011年5月に「HIT II型における血液体外循環時の灌流血液の凝固防止（血液透析）」および「HIT II型（発症リスクのある場合を含む）における経皮的冠インタベーション施行時 の血液の凝固防止」について追加承認された。
米国では2000年にヘパリン起因性血小板減少症（HIT）における血栓症の予防または治療について承認された。2002年には、HITを有する患者またはHITのリスクを有する患者の血管形成術中の使用について承認された。
2012年には、英国で非経口抗トロンビン治療が必要なHIT II型の患者における抗凝血について承認された。